# رافائل سانچر فرلوسیو
 رافائل سانچر فرلوسیو (انگلیسی: Rafael Sánchez Ferlosio؛ زادهٔ ۴ دسامبر ۱۹۲۷ – درگذشته ۱ آوریل ۲۰۱۹) یک نویسنده اهل اسپانیا بود.
وی همچنین برنده جوایزی همچون جایزه سروانتس شده است.